# جولیا آنا گاردنر
جولیا آنا گاردنر (۲۶ ژانویه ۱۸۸۲ – ۱۵ نوامبر ۱۹۶۰)، زمین‌شناس برجسته آمریکایی بود که ۳۲ سال در سازمان زمین‌شناسی ایالات متحده فعالیت کرد. او به دلیل مطالعاتش در زمینه چینه‌شناسی و پالئونتولوژی نرم‌تنان در سطح جهانی شناخته می‌شود.

## اوایل زندگی و تحصیلات
گاردنر در چیمبرلین، داکوتای جنوبی متولد شد و تنها فرزند چارلز هنری و جولیا (برکت) گاردنر بود. او در داکوتای جنوبی بزرگ شد اما تحصیلات دبیرستان خود را در آدمز شمالی، ماساچوست به پایان رساند. در سن چهار ماهگی، پدر جولیا درگذشت. جولیا و مادرش در سال ۱۸۹۵ به دیکسون (زادگاه مادر جولیا) نقل‌مکان کردند و سپس تا سال ۱۸۹۸ به نورث آدامز، ماساچوست رفتند. در اینجا، جولیا تحصیلات دبیرستانی خود را در آکادمی دروری تکمیل کرد. او هزینه تحصیل خود را با پولی که مادربزرگش برای او به جا گذاشته بود، پرداخت کرد.
او در سال ۱۹۰۵ مدرک کارشناسی هنر و در سال ۱۹۰۷ مدرک کارشناسی ارشد خود را در رشته دیرینه‌شناسی و زمین‌شناسی از کالج برین ماور دریافت کرد.
گاردنر اولین زنی بود که به‌عنوان دانشجوی رسمی در دپارتمان زمین‌شناسی دانشگاه جانز هاپکینز پذیرفته شد و در سال ۱۹۱۱ مدرک دکترای خود را در زمینه دیرینه‌شناسی دریافت کرد. او به‌عنوان دستیار در زمینه دیرینه‌شناسی در این دانشگاه به کار خود ادامه داد. بررسی زمین‌شناسی مریلند مطالعات او دربارهٔ نرم‌تنان دوره کرتاسه پایانی در مریلند را در سال ۱۹۱۶ منتشر کرد.

## زندگی حرفه‌ای
در طول جنگ جهانی اول، گاردنر به‌عنوان پرستار کمکی در فرانسه خدمت کرد و پس از جنگ با کمیته خدمات دوستان آمریکایی در مناطق آسیب‌دیده فرانسه همکاری کرد. او در سال ۱۹۲۰ به ایالات متحده بازگشت.
سپس به سازمان زمین‌شناسی ایالات متحده پیوست و بیشتر دوران حرفه‌ای خود را صرف مطالعه بسترهای ترشیری در جلگه ساحلی کرد، شامل مناطقی از مریلند تا جنوب مکزیک. کار او در تگزاس در دهه ۱۹۲۰ شامل مشاوره با زمین‌شناسان شرکت‌های نفتی و شناسایی هفتاد گونه جدید از فسیل‌های تگزاس بود. او تحقیقات گسترده‌ای دربارهٔ جانوران ساحل خلیج ایالات متحده، از جمله در مکزیک در دهه‌های ۱۹۳۰ و ۱۹۴۰ انجام داد.
گاردنر به‌عنوان نماینده ایالات متحده در کنگره اتحادیه بین‌المللی علوم زمین‌شناسی در سال ۱۹۲۶ در مادرید، اسپانیا و در سال ۱۹۳۷ در مسکو شرکت کرد.
در طول جنگ جهانی دوم، او به‌عنوان عضوی از واحد زمین‌شناسی نظامی، رهبری گروهی به نام «باند سیاه‌چال» را بر عهده داشت. در این گروه، او به آماده‌سازی طرح‌هایی برای نیروهای مسلح، سازمان‌دهی متون، به اشتراک‌گذاری ایده‌ها و ایجاد نقشه‌ها کمک کرد. گاردنر فردی فوق‌العاده سخت‌کوش بود و به همین دلیل در میان کسانی که با او کار می‌کردند بسیار محترم بود.
در طول جنگ، او در شناسایی سواحل ژاپن که بمب‌های بالونی آتش‌زا از آنجا پرتاب می‌شدند، نقش داشت. این کار را از طریق شناسایی قطعات صدف موجود در شن‌های بالاست این بالون‌ها انجام داد.
پس از جنگ، او سفری به ژاپن داشت و دانشمندان ژاپنی را تشویق به ادامه تحقیقاتشان کرد. گاردنر نه‌تنها دانشمندان، بلکه هنرمندان را نیز تشویق می‌کرد، چرا که به هنر علاقه داشت. تنوع استعدادهای او باعث شد تا به یکی از اعضای بنیان‌گذار باشگاه هنر در واشینگتن تبدیل شود.
گاردنر بیش از ۴۰ گزارش تألیف کرد که به‌عنوان استانداردهای مرجع در مورد بسترهای ترشیری در آمریکای شمالی و آمریکای جنوبی مورد استفاده قرار گرفتند. این گزارش‌ها شامل «گروه میدوِی تگزاس»، «نرم‌تنان سازندهای ترشیری شمال‌شرقی مکزیک»، و «جانوران نرم‌تن گروه آلوم بلاف فلوریدا»می‌شوند.